# Cành cạch má xám
Alophoixus bres là một loài chim trong họ Pycnonotidae. Loài này được tìm thấy từ Bán đảo Malay đến Quần đảo Greater Sunda. Môi trường sống tự nhiên của chúng là rừng ẩm vùng đất thấp nhiệt đới hoặc cận nhiệt đới và các khu rừng vùng núi ẩm nhiệt đới hoặc cận nhiệt đới.